# 22697 Mánek
(22697) Mánek, denumire internațională (22697) Manek, este un asteroid din centura principală de asteroizi.

## Descriere
22697 Mánek este un asteroid din centura principală de asteroizi. A fost descoperit pe 7 septembrie 1998 la Observatorul din Ondřejov de Lenka Šarounová. Asteroidul prezintă o orbită caracterizată de o semiaxă mare de 2,80 ua, o excentricitate de 0,09 și o înclinație de 16,6° în raport cu ecliptica.